# Nova Lacerda
Nova Lacerda – miasto i gmina w Brazylii, w stanie Mato Grosso.